# ARQuake
ARQuake は、id Softwareが開発するQuakeゲームシリーズにおける拡張現実機能バージョンである。南オーストラリア大学のWearable Computer Labによって2000年に開発された。ARQuakeでは、ユーザーが現実世界でファーストパーソン・シューティングゲームをプレーすることができる。コンピュータが生成するゲームを現実の物理的な空間に重ね合せた世界を体験することができる。このシステムはGPS、磁気および慣性ハイブリッドの向きセンサ、カスタムメイドの銃形のコントローラ、そしてプレー中に背中に背負う市販のラップトップを利用している。ARQuakeはen:Bruce H. Thomasによる発案で、Benjamin Close, John Donoghue, John Squires, Philip DeBondi, and Wayne Piekarskiらによって開発された。このゲームは市販されることはなく、純粋な研究室の試作機である。これは、世界で最初の屋外で実際にプレーすることのできる拡張現実ゲームであるとみなされている。
Quakeのゲーム世界には16種類の異なるモンスターの種類があり、そのいくつかは拡張現実ゲームに使用するには適さない属性を持っていた。トラッキング用ハードウェアの性能は限られていたため、歩行または跳躍する動きで、攻撃力が低く、比較的倒しやすいモンスターが最も適していた。このため、拡張現実バージョンでは7種類のモンスターが採用された。これらは全て陸上を活動するモンスターで、飛び道具を使用してくるものであった。モンスターの外観の色や質感は、現実世界の中に投影された際に識別しやすいものに変更された。